# Zafra troglodytes
Zafra troglodytes is een slakkensoort uit de familie van de Columbellidae. De wetenschappelijke naam van de soort is voor het eerst geldig gepubliceerd in 1866 door Souverbie in Souverbie & Montrouzier.